# ولترز کلوور
ولترز کلوور (به هلندی: Wolters Kluwer) شرکت هلندی خدمات اطلاع‌رسانی جهانی، چاپ و انتشارات است. این شرکت ارائه‌دهنده محصولات و خدمات انتشاراتی تخصصی در حوزه‌های بهداشتی، مالیاتی، حسابداری، شرکت‌ها، خدمات مالی، سازمان‌های قانونی و نظارتی می‌باشد.
شرکت ولترز کلوور در سال ۲۰۱۱ درآمدی معادل ۳٫۴ میلیارد یورو، داشته است. تعداد کارکنان این شرکت، بیش از ۱۸،۰۰۰ نفر در سراسر جهان می‌باشد. ولترز کلوور دارای عملیات در سراسر اروپا، آمریکای شمالی، آسیا، اقیانوسیه و آمریکای لاتین است.
دفتر مرکزی این شرکت در شهر آلفن آن درین، هلند قرار دارد و بخشی از سهام آن در بازار بورس یورونکست آمستردام معامله می‌شود.